# 50plus (Zeitschrift)
50plus – Das Magazin für ein genussvolles Leben ist eine Publikumszeitschrift, die sich hauptsächlich an «aktive Schweizerinnen und Schweizer in der ganzen deutschsprachigen Schweiz zwischen 50 und 65 Jahren» richtet.

## Allgemeines
Das Magazin erscheint zweimonatlich in fünf Teilauflagen (Basel, Bern, Ostschweiz, Zentralschweiz, Zürich) in einer WEMF-beglaubigten Auflage von insgesamt 12'119 (Vj. 10'080) verkauften bzw. 92'883 (Vj. 98'173) verbreiteten Exemplaren und hat nach eigenen Angaben eine Reichweite von 392'692 (Vj. 401'496) Lesern (2017). In jeder Ausgabe wird ein Schwerpunktthema behandelt; feste Rubriken sind Reisen, Gesundheit, Finanzen, Auto, Uhren, Kunst und Kultur sowie Ausgehtipps. Das Magazin organisiert auch Sprachferien und Leserreisen. Es erscheint zweimonatlich im TG Verlag, Baar. Gegründet wurde der Verlag von Thomas Grütter. Davon zu unterscheiden ist die 50PLUS-Medien GmbH, Zumikon, welche das Online-Nachrichtenportal 50plus.ch betreibt.

## Geschichte
50plus erschien erstmals am 1. Februar 2003 in der Nordwestschweiz unter dem Slogan «Die positive Publikumszeitschrift für qualitätsbewusste, aktive Menschen».
Im Herbst 2012 kaufte Kurt Aeschbacher das Magazin zusammen mit Hans-Jürg «Schoscho» Rufener. Seit 2014 zeichnet Aeschbacher als Herausgeber.
2015 stiessen David Schnapp (Autos und Restaurants) und Timm Delfs (Uhren) neu zum Team der freien Mitarbeiter.
Auf dem Gebiet der Gesundheitsberatung und Prävention hat das Magazin eine Zusammenarbeit mit der SRF-1-Sendung Gesundheit heute von Jeanne Fürst vereinbart.